# Mohamed bin Salman
Mohamed bin Salman Al Saud (arabsko محمد بن سلمان آل سعود, znan tudi kot MBS) saudskoarabski politik in princ; * 31. avgust 1985, Rijad, Savdska Arabija.
Deluje tudi kot predsednik sveta za gospodarske in razvojne zadeve ter predsednik sveta za politične in varnostne zadeve. Je sedmi sin kralja Salmana bin Abdulaziza in najstarejši od šestih sinov, rojenih tretji ženi kralja Salmana, Fahdi bint Falah Al Hithlain. Mohammed bin Salman nadzoruje vlado svojega očeta in velja za dejanskega vladarja Savdske Arabije. Junija 2017 je kralj Salman s položaja prestolonaslednika odstavil svojega nečaka Mohameda bin Najefa in na njegovo mesto imenoval Mohameda bin Salmana.
Bin Salman vlada v avtoritarnem režimu. V Saudovi Arabiji ni demokratičnih institucij, elementi represije pa so še vedno očitni. Aktivisti za človekove pravice, borci za pravice žensk, novinarji, nekdanji insajderji in disidenti so sistematično zatirani s taktikami, vključno z mučenjem, zapiranjem in poboji, bin Salman pa naj bi za izvajanje izvensodnih pobojev uporabljal skupino morilcev, znano kot Odred tigrov. Osebno je bil povezan z atentatom na Džamala Hašogdžija, savdskoarabskega kolumnista Washington Posta, ki je kritiziral savdsko vlado. Sam je vpletenost v umor zanikal. Bin Salman stoji za savdskim bombnim napadom v Jemnu, ki je zaostril tamkajšnjo humanitarno krizo in lakoto. Njegova vlada je nadzorovala zatiranje feministk, vpleten je bil tudi v stopnjevanje katarske diplomatske krize, pridržanje libanonskega premierja Saada Haririja, začetek diplomatskega spora s Kanado, aretacijo savdskih princev in milijarderjev novembra 2017, domnevni vdor v telefon predsednika Amazona Jeffa Bezosa in obtožbe o izdaji proti njegovemu bratrancu in tekmecu Muhammadu bin Nayefu marca 2020.
Bin Salman je hvalil reforme, da bi spremenil podobo svojega režima v mednarodni javnosti in v kraljevini. Predpisi omejujejo pooblastila verske policije in izboljšujejo pravice žensk, kot je dovoljenje vozniškega izpita ženskam junija 2018 in oslabitev sistema moškega skrbništva avgusta 2019. Drugi kulturni dogodki pod njegovo vladavino vključujejo prve savdske javne koncerte pevk, prvi savdski športni stadion, ki sprejema ženske, povečano prisotnost žensk v delovni sili in odpiranje države mednarodnim turistom z uvedbo sistema e-vizumov, ki omogoča prijavo in izdajo tujih vizumov prek interneta. Cilj programa Saudi Vision 2030 je diverzifikacija gospodarstva države z naložbami v nenaftne sektorje, vključno s tehnologijo in turizmom.

## Mladost
Mohammed bin Salman Al Saud se je rodil 31. avgusta 1985 princu Salmanu bin Abdulazizu in njegovi tretji ženi, Fahdi bint Falah Al Hithlain. Fahda je vnukinja Rakana bin Hithlaina, ki je bil poglavar plemena Al Ajman. Leta 1915 se je pleme Al Ajman pod Dhaydanovim vodstvom borilo proti Al Saudom, medtem je bil brat kralja Abdulaziza Saad bin Abdul Rahman ubit v bitki pri Kanzanu.
Bin Salman je najstarejši med šestimi otroki svoje matere in je osmi otrok in sedmi sin svojega očeta. Med njegovimi brati in sestrami sta Turki bin Salman in Khalid bin Salman. Princ Mohammed je diplomiral iz prava na univerzi King Saud.

### Zgodnja kariera
Po diplomi na univerzi je bin Salman nekaj let preživel v zasebnem sektorju, nato je postal osebni pomočnik svojega očeta. Delal je kot svetovalec strokovne komisije, ki je delala za savdsko vlado. 15. decembra 2009, pri 24 letih, je vstopil v politiko kot posebni svetovalec svojega očeta, ko je bil ta guverner province Rijad. V tem času se je bin Salman začel vzpenjati z enega položaja na drugega, kot je bil generalni sekretar Konkurenčnega sveta Rijada, posebni svetovalec predsednika upravnega odbora Fundacije kralja Abdulaziza za raziskave in arhive ter član upravnega odbora skrbniki društva Albir v provinci Rijad. Oktobra 2011 je prestolonaslednik sultan bin Abdulaziz umrl. Princ Salman je začel svoj vzpon na oblast in postal drugi podpredsednik vlade ter obrambni minister. Svojega sina Mohameda je postavil za osebnega svetovalca.

#### Šef sodišča
Junija 2012 je umrl prestolonaslednik Nayef bin Abdulaziz. Mohammed bin Salman se je povzpel na drugo mesto v državni hierarhiji, saj je njegov oče postal novi prestolonaslednik in prvi namestnik premierja. Kmalu je začel politični prostor predelovati po svoji podobi. 2. marca 2013 je bil vodja dvora prestolonaslednika, kjer je nasledil Saud bin Nayefa, ki je bil imenovan za guvernerja vzhodne province. Dobil je tudi čin ministra. 25. aprila 2014 je bil bin Salman imenovan za državnega ministra.

## Vzpon na oblast
23. januarja 2015 je kralj Abdullah umrl in Salman se je povzpel na prestol. Bin Salman je bil imenovan za obrambnega ministra in generalnega sekretarja kraljevega dvora. Poleg tega je ohranil položaj državnega ministra.
V Jemnu so politični nemiri (ki so se začeli stopnjevati leta 2011) hitro postali glavna težava za novoimenovanega obrambnega ministra, Hutiji so konec leta 2014 prevzeli nadzor nad severnim Jemnom, čemur je sledil odstop predsednika Abdrabbuha Mansurja Hadija in njegove vlade. Bin Salmanova prva poteza kot ministra je bila mobilizacija pan-GCC koalicije za posredovanje po seriji samomorilskih bombnih napadov v Sani z zračnimi napadi na Hutije in uvedbo pomorske blokade. Marca 2015 je Savdska Arabija začela voditi koalicijo držav, ki so se povezale proti upornikom Houthi. Medtem ko je obstajal dogovor med savdskimi princi, ki vodijo varnostne službe, glede nujnosti odziva na Hutijev zavzetje Sane, ki je jemensko vlado prisililo v izgnanstvo, je bin Salman sprožil intervencijo brez popolnega usklajevanja varnostnih služb. Savdski minister za nacionalno gardo princ Mutaib bin Abdulah, ki je bil zunaj države, je bil izključen iz operacij. Medtem ko je bin Salman vojno prodajal kot hitro zmago nad uporniki Houthi v Jemnu in način, kako ponovno postaviti predsednika Hadija na oblast, pa je postala dolga vojna izčrpavanja.
Aprila 2015 je kralj Salman imenoval svojega nečaka Mohameda bin Nayefa za prestolonaslednika, svojega sina Mohameda bin Salmana pa za namestnika prestolonaslednika. Konec leta 2015 je bin Salman na srečanju med svojim očetom in ameriškim predsednikom Barackom Obamo prekršil protokol in imel monolog, v katerem je kritiziral zunanjo politiko Združenih držav Amerike. Ko je decembra 2015 napovedal protiteroristično vojaško zavezništvo islamskih držav, so nekatere vpletene države dejale, da se z njimi niso posvetovale.
Glede svoje vloge v vojaški intervenciji je bin Salman dal svoj prvi uradni intervju 4. januarja 2016 za The Economist, ki ga je označil za "arhitekta vojne v Jemnu". Zanikal je naslov in pojasnil mehanizem institucij odločanja, ki so dejansko deležne intervencije, vključno s svetom za varnostne in politične zadeve, ministrstvom za zunanje zadeve s savdske strani. Dodal je, da so Hutiji oblast v jemenski prestolnici Sana uzurpirali že pred tem, ko je sam postal obrambni minister.
Kot odgovor na grožnjo Islamske države je bin Salman decembra 2015 ustanovil Islamsko vojaško koalicijo za boj proti terorizmu (IMCTC), islamsko zavezništvo proti terorizmu pod vodstvom Savdske Arabije. Prvo srečanje IMCTC je potekalo v Rijadu novembra 2017, udeležili so se ga obrambni ministri in uradniki iz 41 držav.

### Prestolonaslednik
21. junija 2017 je kralj Salman kot prestolonaslednika odstavik bin Neyefa in na to mesto postavil Bin Salmana. Sprememba nasledstva je bila decembra 2015 napovedana z nenavadno odkritim in javnim dopisom, ki ga je objavila nemška zvezna obveščevalna služba, kar je nemška vlada pozneje zavrnila.
Na dan, ko je bin Salman postal prestolonaslednik, ga je ameriški predsednik Donald Trump poklical, da bi mu "čestital za njegovo nedavno povišanje". Trump in novi prestolonaslednik sta po navedbah Bele hiše obljubila "tesno sodelovanje" pri varnostnih in gospodarskih vprašanjih, voditelja pa sta razpravljala tudi o potrebi po prekinitvi podpore terorizmu, nedavnem diplomatskem sporu s Katarjem in prizadevanjih za varnost miru med Izraelom in Palestinci.  Bin Salman je aprila 2017 za Washington Post povedal, da bi brez ameriškega kulturnega vpliva na Savdsko Arabijo "končali kot Severna Koreja."

### Čistka leta 2017
Maja 2017 je bin Salman javno posvaril: "Potrjujem vam, nihče ne bo preživel v primeru korupcije – kdorkoli že je, tudi če je princ ali minister". Novembra 2017 je ukazal hišni pripor za približno 200 bogatih poslovnežev in princev v hotelu Ritz Carlton v Rijadu. 4. novembra 2017 je savdski tisk objavil aretacijo savdskega princa in milijarderja Al-Waleeda bin Talala, pogostega komentatorja novic v angleškem jeziku in glavnega delničarja Citija, News Corpa in Twitterja, ter več kot 40 princev in ministrov po nalogu prestolonaslednika, in sicer zaradi obtožb korupcije in pranja denarja.
Med drugimi aretiranimi ali odpuščenimi v čistki so bili Mutaib bin Abdulah, vodja nacionalne garde Savdske Arabije; Adel Fakeih, minister za gospodarstvo in načrtovanje; in poveljnik savdskih pomorskih sil, admiral Abdullah bin Sultan bin Mohammed Al-Sultan.
Tisti, ki so bili aretirani v hotelu Ritz Carlton, so doživeli t. i. "noč pretepa". Večino so pretepli, nekatere pa privezali na stene v stresnih položajih kot del mučenja savdskih agentov. Zasliševalci so imeli malo podatkov o premoženju zaslišancev zunaj države, zato so želeli izvedeti več o njihovem imetju v tujini, medtem ko žrtve niso vedele, zakaj so bile pridržane. Pridržanim so grozili z izsiljevanjem. Na neki točki so zasliševalci žrtvam rekli, naj se obrnejo na svoje bančne menedžerje v Ženevi in drugod ter zahtevajo velike vsote denarja in bili presenečeni zaradi svoje nestrokovnosti, da sredstva niso v celoti v gotovini. Švicarske banke so nekatere transakcije prepoznale kot pod prisilo in nekatere od njih tudi ustavile. Postopki so tekli mimo prava, niti ni bilopogajanj o priznanju krivde. Ameriški uradniki so dejanja opisali kot "prisilo, zloraba in mučenje". Pripornikom so odrekali spanje, jim pokrivali glave in jih pretepli. Sedemnajst jih je bilo treba hospitalizirati. Po mnogih dneh so preostale pripornike premestili v zapor Al-Ha'ir, nekaterim izpuščenim pa je prepovedano potovati v tujino.
Trump je izrazil podporo potezi in tvitnil: "Zelo zaupam v kralja Salmana in prestolonaslednika Savdske Arabije, natančno vesta, kaj delata .... Nekateri od tistih, ki jih grobo obravnavajo, že leta 'molzejo' svojo državo!" Francoski predsednik Emmanuel Macron, ki je nekaj dni po čistki obiskal Rijad, je na vprašanje o čistki izjavil, da "to ni vloga predsednika in podobno ne bi pričakoval, da bi voditelj tuje države prišel in posegel v domače zadeve."
Savdska vlada je 30. januarja 2019 objavila poročilo dela protikorupcijskega odbora. Glede na indeks zaznave korupcije Savdska Arabija počasi izboljšuje svoj javni sektor, medtem ko so številke za leto 2016 pokazale oceno 46, pri čemer 0 pomeni visoko korupcijo, indeks daje Savdski Arabiji oceno 49 v letu 2017 in 2018 ter 53 leta 2019, kar je najvišji rezultat, ki ga je doslej dosegla Savdska Arabija.

## Administracija
Ideologija Bin Salmana je bila opisana kot nacionalistična in populistična s konservativnim odnosom do politike ter liberalnim stališčem do gospodarskih in socialnih vprašanj. Nanj so močno vplivala stališča njegovega nekdanjega svetovalca Sauda al-Qahtanija in prestolonaslednika Abu Dabija Mohameda bin Zayeda. Njegov stil vladanja je novinarka Rula Jebreal opisala kot izjemno brutalen, Džamal Hašogdži  in Theodor Winkler pa avtoritarnega.
Decembra 2017 je bin Salman kritiziral odločitev Združenih držav Amerike, da priznajo Jeruzalem kot prestolnico Izraela. Marca 2018 je Turčijo označil za del "trikotnika zla" poleg Irana in Muslimanske bratovščine. Leta 2018 je izrazil svojo podporo judovski domovini Izraelu. To je prvič, da je višji savdski član kraljeve družine javno izrazil takšno stališče. Septembra 2019 je bin Salman obsodil načrte izraelskega premierja Benjamina Netanjahuja o priključitvi vzhodnega dela zasedenega Zahodnega brega, znanega kot Jordanska dolina.
Savdska Arabija je pod vodstvom bin Salmana okrepila odnose z ruskim voditeljem Vladimirjem Putinom. Leta 2016 je bin Salman podpisal sporazum o sodelovanju z Rusijo na svetovnih naftnih trgih. Potem ko je bil bin Salman obtožen umora Džamala Hašogdžija, je bil Putin eden redkih svetovnih voditeljev, ki je javno sprejel bin Salmana. Leta 2021 je bin Salman podpisal sporazum o vojaškem sodelovanju z Rusijo.

### Savdska naftna industrija
Savdska Arabija, največja proizvajalka OPEC, ima druge največje zaloge nafte na svetu. 28. septembra 2021 se je svetovalec ameriškega predsednika Joeja Bidna za nacionalno varnost Jake Sullivan srečal z bin Salmanom v Savdski Arabiji, da bi razpravljala o visokih cenah nafte. Rekordno visoke cene energije je povzročilo svetovno povečanje povpraševanja, ko je svet zapustil gospodarsko recesijo, ki jo je povzročil COVID-19, zlasti zaradi velikega povpraševanja po energiji v Aziji.
Odnosi med Rusijo in Savdsko Arabijo so se razvili pod Mohamedom bin Salmanom, kar je obema narodoma omogočilo združevanje pri odločitvah o izvozu nafte.

## Avtoritarnost
Bin Salman vodi represivni avtoritarni režim v Savdski Arabiji. Aktivisti za človekove pravice in pravice žensk v Savdski Arabiji se redno soočajo z zlorabami in mučenjem s strani režima. Kritike, novinarje in nekdanje insajderje mučijo in ubijajo. Režim se je lotil savdskih disidentov, ki se nahajajo v tujini, najbolj znanega Jamala Hašogdžija, kolumnista The Washington Posta, ki ga je režim umoril. Bin Salman je množične aretacije borcev za človekove pravice utemeljil kot nujne za izvedbo reform v Savdski Arabiji.
Bin Salman je v času svojega vodenja vse bolj utrjeval oblast v Savdski Arabiji. Močno je omejil pooblastila savdske verske policije.

## Kontroverze

### Vera
Po besedah Davida Ottawaya iz Wilsonovega centra je bilo "od vseh" bin Salmanovih "domačih reform" najbolj "konsekventno" in "še posebej tvegano" njegovo delo, "ki postavlja na stranski tir vahabitske učenjake in pridigarje v kraljevini, ki še vedno vodijo milijone privržencev v državi in širše«. Bin Salmanovo vabilo "nenehnega toka zahodnih pevcev in pevk, skupin, plesalcev in celo ameriških rokobork", da nastopijo v Savdski Arabiji, je v popolnem nasprotju z verskimi konservativci, ki so "nenehno pridigali" proti takšnemu odpiranju kraljestva v "sekularno zahodno kulturo". Novinar Graeme Wood piše, "Je težko pretiravati, kako drastično bo to odrivanje islamskega prava spremenilo Savdsko Arabijo."

#### Omejitve verske policije
Leta 2016 je bin Salman sprejel ukrepe za drastično zmanjšanje pooblastil "Odbora za spodbujanje kreposti in preprečevanje slabosti" (CPVPV) oz. islamske verske policije.CPVPV-ju, ki je imel na tisoče policistov in pooblastila za aretacijo, pridržanje in zasliševanje osumljenih kršitve šeriata, je bilo prepovedano "zasledovati, zasliševati, zahtevati identifikacijo, aretirati in pridržati vsakogar, ki je osumljen zločin".

#### Spremembe v islamski teologiji
Bin Salman pravi, da je "V islamskem pravu vodja islamske ustanove wali al-amr  (arabsko: وَلِيّ الأمر), vladar.  Medtem ko so se savdski vladarji "zgodovinsko držali proč od vere" in "izvajali" vprašanja teologije in verskega prava "velikobradim", tradicionalno konservativnim in ortodoksnim verskim učenjakom, ima bin Salman "diplomo iz prava na Univerzi kralja Sauda" in "hvali svoje znanje in prevlado nad kleriki," pravi novinar Wood. Je "verjetno edini voditelj v arabskem svetu, ki ve kaj o islamski epistemologiji in pravni praksi", pravi (sekularni) učenjak islamskega prava Bernard Haykel. V intervjuju, ki ga je 25. aprila 2021 predvajala televizija v Saudovi Arabiji, je bin Salman kritiziral predanost saudskih verskih voditeljev vahabitskim doktrinam "v jeziku, ki ga savdski monarh še nikoli ni uporabljal", in dejal, da "ni določenih šol mišljenja in ni nezmotljivih oseb«, in da bi fatve »morale temeljiti na času, kraju in miselnosti, v kateri so bile izdane«, namesto da bi jih obravnavali kot nespremenljive.
pojasnjeno, da islamsko pravo temelji na dveh besedilnih virih: Koranu in suni ali na primeru preroka Mohameda, zbranih v več deset tisočih fragmentih iz prerokovega življenja in izrekov. Nekatera pravila – ne veliko – izhajajo iz nedvoumne zakonodajne vsebine Korana, je dejal, in glede njih ne more storiti ničesar, tudi če bi hotel. Toda ti prerokovi izreki (imenovani hadis ), kot je pojasnil, nimajo vsi enake vrednosti kot pravni viri, in rekel je, da ga zavezuje le zelo majhno število, katerih zanesljivost je 1400 let kasneje neoporečna. Vsak drug vir islamskega prava, je dejal, je odprt za razlago - in zato ima pravico, da jih razlaga, kot se mu zdi primerno.

 Učinek tega manevra je, da se približno 95 odstotkov islamske zakonodaje vrže v peskovnik savdske zgodovine in pusti MBS svobodo, da počne, kar hoče. "Kratek je stik s tradicijo," je dejal Haykel. "Ampak on to počne na islamski način. Pravi, da je zelo malo stvari, ki so v islamu določene brez spora. To mu prepušča, da določi, kaj je v interesu muslimanske skupnosti. Če to pomeni odpiranje kinodvoran, dovoljenje turistom ali ženskam na plažah ob Rdečem morju, potem naj bo tako.« 

### Odnosi z Donaldom Trumpom
Avgusta 2016 se je Donald Trump Jr. srečal z odposlancem, ki je zastopal Mohammeda bin Salmana in Mohammeda bin Zajeda iz Abu Dabija. Odposlanec je ponudil pomoč Trumpovi predsedniški kampanji. Na srečanju so sodelovali Joel Zamel, izraelski specialist za manipulacijo družbenih medijev, libanonsko-ameriški poslovnež George Nader in ustanovitelj Blackwater Erik Prince.
Po Trumpovi izvolitvi je bila podpora bin Salmanu opisana kot eno redkih vprašanj, s katerimi sta se strinjala tekmeca Bele hiše Jared Kushner in Steve Bannon. Bin Salman je bil nato povabljen v Belo hišo in deležen obravnave, ki jo diplomatski protokol običajno daje voditeljem tujih držav, medtem ko je bil takrat le namestnik prestolonaslednika. Kasneje je branil prepoved potovanja Trumpove administracije za državljane sedmih večinsko muslimanskih držav in izjavil, da "Saudova Arabija ne verjame, da ta ukrep cilja na muslimanske države ali vero islam". Kushner se je tudi vprašal, kako bi lahko ZDA podprle princa Mohameda v procesu nasledstva. Potem ko je bin Salman postal prestolonaslednik, naj bi Trump dejal: "Našega človeka smo postavili na vrh". Trump je sprva podpiral blokado Katarja pod vodstvom Savdske Arabije, kljub nasprotovanju državnega sekretarja Rexa Tillersona in obrambnega ministra Jamesa Mattisa, čeprav je pozneje spremenil svoje stališče. Bin Salman naj bi kasneje trdil, da je Kushner nudil obveščevalno pomoč domačim tekmecem bin Salmana med čistko v Savdski Arabiji (2017–2019), ki ji je Trump osebno izrazil v podporo. Trump in njegova administracija sta prav tako odločno podprla bin Salmana med globalnim odzivom po atentatu na Jamala Hašogdžija.

### Odnosi z Bidnovo administracijo
Leta 2019, v času Trumpove vlade, je Joe Biden kritiziral bin Salmana in ga opisal kot izgnanca zaradi umora savdskega novinarja Džamala Hašogdžija leta 2018. Julija 2021, šest mesecev po Bidnovem predsedovanju, je bin Salmanov brat princ Khalid, namestnik savdskega obrambnega ministra, obiskal ZDA. To je bilo prvo srečanje med visokimi ameriškimi in savdskimi uradniki po umoru Hašogdžija. Septembra 2021 se je Bidnov svetovalec za nacionalno varnost Jake Sullivan srečal z bin Salmanom. Na srečanju je bin Salman na koncu kričal na Sullivana, potem ko je načel temo umora.
Potem ko je Rusija leta 2022 napadla Ukrajino, je Savdska Arabija zavrnila prošnje ZDA za povečanje proizvodnje nafte in tako zmanjšala rusko vojno financiranje. Wall Street Journal je aprila 2022 zapisal, da so ameriško-savdski odnosi na "najnižji točki v zadnjih desetletjih". Aprila 2022 je direktor CIA William Burns odpotoval v Savdsko Arabijo, da bi se srečal z bin Salmanom in ga prosil, naj poveča proizvodnjo nafte v državi. Pogovarjala sta se tudi o nakupu savdskega orožja s Kitajske.

### Prekinil vezi s Katarjem
Reuters je poročal, da je bin Salman rekel, da bi lahko bil spor s Katarjem dolgotrajen, in ga primerjal z ameriškim embargom proti Kubi, ki so ga uvedli pred 60 leti, vendar je zmanjšal njegov vpliv in zalivski emirat označil za "manjšega od ulice v Kairu". Savdska Arabija, Združeni arabski emirati, Egipt in Bahrajn so prekinili diplomatske in trgovinske povezave s Katarjem (junija 2017) ter prekinili zračne in ladijske poti z največjim svetovnim izvoznikom utekočinjenega zemeljskega plina, ki je dom največje ameriške vojaške baze v regiji."

### Odstop Saada Haririja
Novembra 2017 je bin Salman ob obisku Savdske Arabije libanonskega premierja Saada Haririja pozval k odstopu. Bin Salman je verjel, da je Hariri v žepu Hezbolaha, ki ga podpira Iran in je glavna politična sila v Libanonu. Hariri je bil na koncu izpuščen, vrnil se je v Libanon in razveljavil svoj odstop.

### Saudsko-kanadski spor
Chrystia Freeland, kanadska ministrica za zunanje zadeve, je 2. avgusta 2018 na Twitterju izdala izjavo, v kateri je izrazila zaskrbljenost Kanade zaradi nedavne aretacije Samar Badawi, aktivistke za človekove pravice in sestre zaprtega savdskega blogerja Raifa Badawija, ter pozvala k izpustitvi borcev za človekove pravice. Kot odgovor na kritike Kanade je Savdska Arabija izgnala kanadskega veleposlanika in zamrznila trgovino s Kanado. Toronto Star je poročal, da je soglasje med analitiki pokazalo, da so dejanja, ki jih je sprejel bin Salman, "Opozorilo svetu - in savdskim aktivistom za človekove pravice - da se z njegovo Savdsko Arabijo ne gre šaliti".

### Kitajska koncentracijska taborišča za muslimane
Februarja 2019 je bin Salman branil kitajska prevzgojna taborišča Šindžjang za Ujgure in muslimane, rekoč, da "Ima Kitajska pravico do izvajanja protiterorističnih in deekstremizirajočih dejavnosti za svojo nacionalno varnost." Bin Salmanove izjave so bile deležne hudih kritik po vsem svetu. Kitajska komunistična partija je zaprla do 2 milijonov Ujgurov in drugih pretežno muslimanskih etničnih manjšin v severozahodni kitajski provinci Šindžjang v koncentracijskih taboriščih, kjer naj bi bili podvrženi zlorabam in mučenju. Miqdaad Versi, tiskovni predstavnik Muslimanskega sveta Britanije, je bin Salmanove pripombe označil za "gnusne" in obrambo "uporabe koncentracijskih taborišč proti ujgurskim muslimanom".

### Vdor v telefon Jeffa Bezosa
Marca 2019 je Gavin de Becker, strokovnjak za varnost, ki dela za Jeffa Bezosa, obtožil Savdsko Arabijo, da je vdrla v Bezosov telefon. Bezos je bil lastnik The Washington Posta, vodilni v podjetju Amazon in takrat najbogatejši človek na svetu.
Januarja 2020 so bili s strani FTI Consulting objavljeni rezultati forenzične preiskave Bezosovega telefona. Podjetje je s "srednjo do visoko stopnjo zaupanja" zaključilo, da je bil Bezosov telefon napaden z večpredstavnostnim sporočilom, poslanim maja 2018 z računa WhatsApp bin Salmana, po katerem je telefon začel prenašati dramatično večje količine podatkov. Poročilo kaže na posredne dokaze: prvič, sporočilo bin Salmana Bezosu iz novembra 2018 vključuje sliko, ki spominja na žensko, s katero je imel Bezos afero, čeprav afera takrat ni bila javno znana; drugič, sporočilo bin Salmana Bezosu iz februarja 2019 poziva Bezosa, naj ne verjame vsemu, potem ko je bil Bezos po telefonu obveščen o internetni kampanji proti njemu, ki so jo vodili Savdijci.
Posebna poročevalca Združenih narodov Agnès Callamard in David Kaye sta se odzvala, da domnevni vdor nakazuje, da je bin Salman sodeloval "V prizadevanju, da bi vplival, če že ne utišal, poročanje Washington Posta o Savdski Arabiji". Izjavili so, da je domnevni vdor pomemben za vprašanje, ali je bin Salman vpleten v umor Džamala Hašogdžija, ki je delal za Washington Post.

### Okoljevarstvo
Pod bin Salmanovim vodstvom je Savdska Arabija lobirala za oslabitev globalnih sporazumov o zmanjšanju emisij ogljika. Na domačem področju ima Savdska Arabija izkušnje z drznimi napovedmi o okoljskih prizadevanjih, ki se ne obnesejo.

### Aretacija Mohameda bin Najefa
Nekdanji prestolonaslednik Mohamed bin Najef je bil aretiran 6. marca 2020, skupaj s svojim polbratom Nawwafom bin Najefom in bratom kralja Salmana, princem Ahmedom bin Abdulazizom, in ju obtožili izdaje. Savdska vlada je trdila, da so princi poskušali strmoglaviti bin Salmana.

### Domnevni poskus zastrupitve kralja Abdulaha
Leta 2021 je nekdanji savdski obveščevalni uradnik Saad al-Jabri v intervjuju za CBS povedal, da je bin Salman svojemu bratrancu, notranjemu ministru princu Muhammadu bin Najefu, omenil, da namerava leta 2014 ubiti kralja Abdulaha; to bi bin Salmanovemu očetu omogočilo prevzem prestola. Al-Jabri je bin Salmana označil za "Psihopata, morilca ... z neskončnimi viri, ki predstavlja grožnjo svojim ljudem, Američanom in planetu". Princ je vse obtožbe zavrnil; savdsko veleposlaništvo je al-Jabrija označilo za "Diskreditiranega nekdanjega vladnega uradnika z dolgo zgodovino [izmišljevanja]".

## Zasebno
6. aprila 2008 se je bin Salman poročil s svojo prvo sestrično Saro bint Mašour, hčerko svojega strica po očetovi strani Mašourja bin Abdulaziza. Princ Mohamed in princesa Sara imata pet otrok; prvi štirje so dobili ime po svojih starih starših, peti pa nosi ime po svojem pradedku kralju Abdulazizu, ustanovitelju Savdske Arabije. Leta 2022 je The Economist poročal, da je bin Salman vsaj enkrat svojo ženo pretepel tako hudo, da je potrebovala zdravstveno oskrbo.
Leta 2018 je bilo bin Salmanovo osebno neto premoženje ocenjeno na 3 milijarde ameriških dolarjev.
Leta 2015 je bin Salman od ruskega vodkaškega tajkuna Jurija Šeflerja za 500 evrov. milijonov kupil v Italiji izdelano in na Bermudskih otokih registrirano jahto Serene. Leta 2015 je v Franciji za več kot 300 dolarjev milijonov kupil Chateau Louis XIV.
Decembra 2017 je več virov poročalo, da je bin Salman prek svojega tesnega sodelavca princa Badra bin Abdulaha bin Mohameda Al Farhana kot posrednika kupil Salvator Mundi Leonarda da Vincija; s prodajo novembra pri 450,3 $ milijonov je postavil novo rekordno ceno za umetniško delo. To poročilo so zanikali dražitelj Christie's, veleposlaništvo Savdske Arabije in vlada Združenih arabskih emiratov, ki je objavila, da je dejanski lastnik slike. Natančna trenutna lokacija slike ni znana, saj od dražbe ni bila javno vidna. Domneva se, da je na Bin Salmanovi motorni jahti Serene morda slika Salvator Mundi.
Bin Salman je veliko potoval po svetu in se srečeval s politiki, poslovnimi voditelji in zvezdniki. Junija 2016 je odpotoval v Silicijevo dolino in srečal ključne ljudi v ameriški visokotehnološki industriji, tudi z ustanoviteljem Facebooka Markom Zuckerbergom. V začetku leta 2018 je obiskal ZDA, kjer se je srečal s številnimi politiki, poslovneži in hollywoodskimi zvezdami, med drugim s takratnim predsednikom Trumpom, Billom in Hillary Clinton, Henryjem Kissingerjem, Michaelom Bloombergom, Georgeom W. Bushom, Georgeom HW Bushom, Billom Gatesom, z njim so se srečali tudi Jeff Bezos, Oprah Winfrey, Rupert Murdoch, Richard Branson, župan Los Angelesa Eric Garcetti, Michael Douglas, Morgan Freeman in Dwayne Johnson. Trump je pohvalil svoj odnos z bin Salmanom. Princ je obiskal tudi Veliko Britanijo, kjer se je srečal s premierko Thereso May, kraljico Elizabeto II. in princem Williamom, vojvodo Cambriškim.
25. decembra 2020 je bil v okviru nacionalnega načrta cepljenja proti COVID-19 ministrstva za zdravje Savdske Arabije prikazan prestolonaslednik, kako prejema cepivo v videu, ki ga je objavila savdska tiskovna agencija.
Decembra 2020 je bin Salman prek državnega premoženjskega sklada Savdske Arabije vložil denar v Take-Two Interactive, Electronic Arts in Activision Blizzard. Naložbe so znašale 14,9 milijona delnic v Activision Blizzard, 7,4 milijona delnic v Electronic Arts in 3,9 milijona delnic v Take-Two Interactive. Bin Salman je izjavil, da je odraščal ob igranju video iger.